# Спилберг, Арнольд Меер
Арнольд Меер Спилберг (англ. Arnold Meyer Spielberg ; 6 февраля 1917 года — 25 августа 2020 года) — американский инженер-электрик, внёсший большой вклад в развитие технологий своего времени. Отец кинорежиссёра Стивена Спилберга.
Родители Арнольда Спилберга происходили из семей еврейских эмигрантов Российской Империи. Его отец Шмуэл Шпильберг (Сэмюэл Спилберг, 1873—1945) и мать Ривка Чечик (Ребекка Спилберг, 1884—1969) эмигрировали в США из г.Каменец-Подольский, Российская Империя в 1906 году.
Он был одним из изобретателей ранних компьютеров GE-200.